# Baksza
Baksza (ukr. Бакша) – wieś na Ukrainie w rejonie podolskim obwodu odeskiego.